# 服部富子

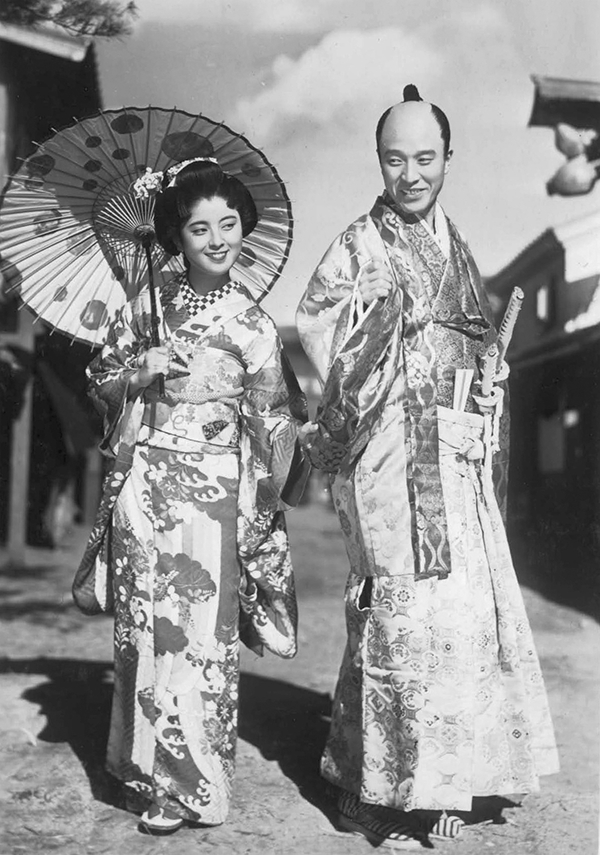
映画『鴛鴦歌合戦』（1939年）における服部富子（左）。右はテイチクの同僚ディック・ミネ

服部 富子（はっとり とみこ、1917年〈大正6年〉4月6日 - 1981年〈昭和56年〉5月17日）は、昭和期の歌手。作曲家・服部良一の妹。服部克久は甥、服部隆之は姪孫。宝塚歌劇団21期生で、宝塚歌劇団在団中の芸名は水間 扶美子（みずま ふみこ）。

## 来歴・人物
大阪市天王寺区谷町出身。宝塚歌劇団に所属していたが、歌手に転向。1938年（昭和13年）テイチクレコードからデビュー。
同年、「満州娘」が大ヒットする。この曲は、満州で生活をしていた作詞家・石松秋二が作詞した。他のヒット曲には、「晩香花の咲く頃」「北京娘」「父さん星」「興亜行進曲」「小鳥娘」「僕は特急の機関士で」などのヒット曲がある。女優としても活躍し、日活映画「鴛鴦歌合戦」、東宝映画「支那の夜」「孫悟空」などにも出演した。
戦後は、スナックを経営する。晩年は茨城県古河市で暮らした。昭和40年代には、テレビ東京系の歌謡番組「なつかしの歌声」にも出演し、往年の歌声を披露した。
1981年（昭和56年）5月17日、肝硬変で死去した。享年64。葬式の際の喪主は実兄である服部良一が務めた。築地本願寺和田堀廟所に兄と共に眠っている。

## NHK紅白歌合戦出場歴
| 年度/放送回              | 曲目             | 対戦相手   |
| ------------------------ | ---------------- | ---------- |
| 1953年（昭和28年）/第4回 | アリラン・ルムバ | 真木不二夫 |